# Episodi di Magic City (seconda stagione)
La seconda e ultima stagione della serie televisiva Magic City, composta da 8 episodi, è stata trasmessa sul canale statunitense Starz dal 14 giugno al 9 agosto 2013.
In Italia è andata in onda in prima visione sul canale satellitare Sky Atlantic dal 12 agosto al 30 settembre 2015.
| nº | Titolo originale            | Titolo italiano                   | Prima TV USA   | Prima TV Italia   |
| -- | --------------------------- | --------------------------------- | -------------- | ----------------- |
| 1  | Crime and Punishment        | Delitto e castigo                 | 14 giugno 2013 | 12 agosto 2015    |
| 2  | Angels of Death             | Angeli della morte                | 21 giugno 2013 | 19 agosto 2015    |
| 3  | Adapt or Die                | Adattati o muori                  | 28 giugno 2013 | 26 agosto 2015    |
| 4  | Crossroads                  | Incroci                           | 12 luglio 2013 | 2 settembre 2015  |
| 5  | World in Changes            | Il mondo che cambia               | 19 luglio 2013 | 9 settembre 2015  |
| 6  | Sitting on Top of the World | Seduti in cima al mondo           | 26 luglio 2013 | 16 settembre 2015 |
| 7  | ... And Your Enemies Closer | ... e ancora di più i tuoi nemici | 2 agosto 2013  | 23 settembre 2015 |
| 8  | The Sins of the Father      | I peccati del padre               | 9 agosto 2013  | 30 settembre 2015 |